# Йохана фон Баден
Йохана фон Баден (на немски: Johanna von Baden; * 5 декември 1623, Карлсбург, Дурлах; † 2 януари 1661, Аудерн, Еести Вабариик (Естония) е маркграфиня от Баден-Дурлах (1623 – 1661) и съпруга на шведския генерал-фелдмаршал Юхан Банер по време на Тридесетгодишната война.

## Живот
Тя е дъщеря на маркграф Фридрих V фон Баден-Дурлах (1594 – 1659) и първата му съпруга Барбара фон Вюртемберг (1593 – 1627), дъщеря на херцог Фридрих фон Вюртемберг (1557 – 1608) и Сибила фон Анхалт (1564 – 1614). Баща ѝ Фридрих V фон Баден се жени втори път на 8 октомври 1627 г. за Елеонора фон Золмс-Лаубах (1605 – 1633), трети път на 21 януари 1634 г. за Мария Елизабет фон Валдек-Айзенберг (1608 – 1643), четвърти път на 13 февруари 1644 г. за Анна Мария фон Хоен-Геролдсек (1593 – 1649) и пети път на 20 май 1650 г. за Елизабет Евсебия фон Фюрстенберг († 8 юни 1676).
Тя е сестра на Фридрих VI (1617 – 1677), маркграф на Баден-Дурлах, и Карл Магнус (1621 – 1658), и полусестра на абат Густав Адолф (1631 – 1677).
Йохана се омъжва на 16 септември 1640 г. за шведския генерал-фелдмаршал Юхан Банер (* 23 юни 1596; † 10 май 1641). Тя е третата му съпруга. Бракът е бездетен.
През 1648 г. Йохана фон Баден се омъжва в Юкермюнде втори път за граф Хайнрих фон Турн († 19 август 1656, убит в битка против руснаците), губернатор на Талин, син на Франц Бернхард фон Турн-Валзасина (1592 – 1628) и Магдалена Хардек († 1633). Бракът е бездетен.
Йохана фон Баден умира на 2 януари 1661 г. на 37 години в Аудерн (Естония).